# Annas de Perusse-d'Escars de Givry

Abt, bisschop en kardinaal de Givry

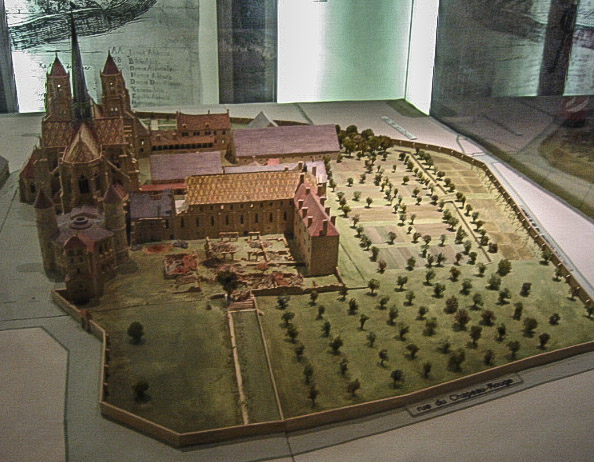
Maquette van voormalige abdij Saint-Bénigne in Dijon

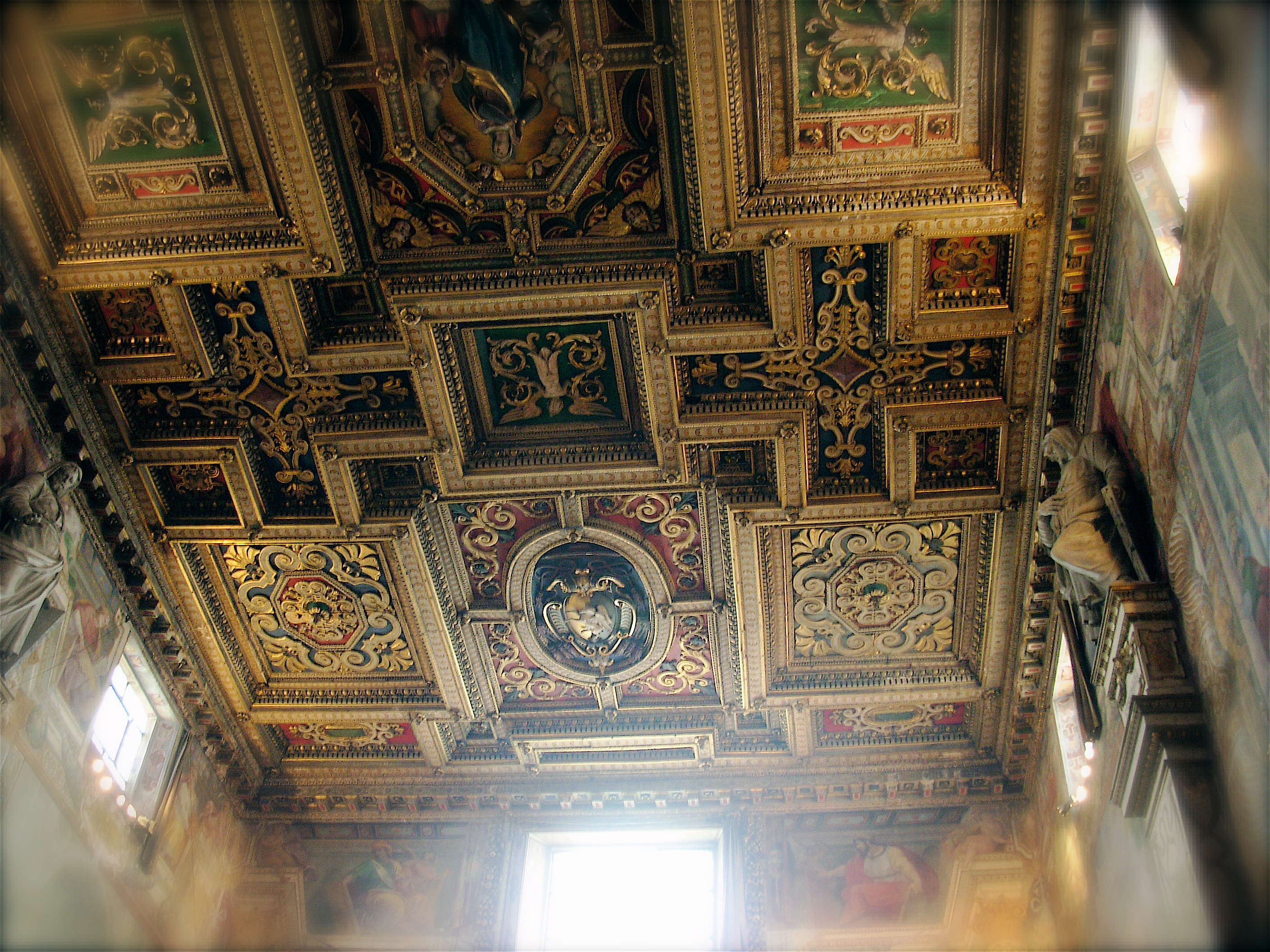
Plafond van de Santa Susanna titelkerk in Rome

Annas de Pérusse-d’Escars (ook: des Cars) de Givry (Parijs, 29 maart 1546 – Vic-sur-Seille, 19 april 1612) was een benedictijner abt en later prelaat. Hij was bisschop van Lisieux (1584-1599), prins-bisschop van Metz (1608-1612) en kardinaal.

## Levensloop

### Benedictijner abt
Givry was een telg uit de Franse adellijke familie en zijn vader, Jacques de Pérusse werkte aan het Franse hof in Parijs. Omwille van zijn ziekelijke aard stuurde zijn vader hem niet naar het leger maar naar de clerus. Hij studeerde theologie aan de Sorbonne universiteit van Parijs en trad in in de orde van de benedictijnen, eveneens op vraag van zijn vader. Hij was monnik in de abdij Saint-Bénigne in Dijon, in het hertogdom Bourgondië. Hij werd vrij snel abt van de abdijen van Saint-Bénigne (Dijon), van Barbéry, de Onze-Lieve-Vrouweabdij van Molesmes, Pontières en van Champagne in het bisdom Le Mans.
Givry werd meer en meer een katholieke activist ten tijde van de Franse godsdienstoorlogen. Hij was fanatiek in de Katholieke Liga.

### Bisschop van Lisieux
Givry bracht het tot bisschop van Lisieux (1584) en verkreeg zijn bisschopswijding in 1585. Dit bisdom bracht hem niet veel middelen op omdat het verarmd was door het oorlogsgeweld.

### Kardinaal
Na het einde van de godsdienstoorlogen verzoende hij zich met de nieuwe koning, Hendrik IV, een voormalige Hugenoot. Hendrik IV zou van hem gezegd hebben over de lange discussies die hij gevoerd had met Givry: ofwel had Givry het gelijk aan zijn kant, ofwel verdedigde hij zijn godsdienst. Hendrik IV beloonde hem met zijn koninklijke ondersteuning voor een kardinaalshoed (1596). Givry werd kardinaal-priester met als titelkerk in Rome de Santa Susanna (1604). Hij werd bekend als kardinaal de Givry.

### Prins-bisschop van Metz
Vervolgens werd Givry prins-bisschop (of graaf-bisschop) van Metz (1608), een van de Trois-Evêchés in het Rooms-Duitse Rijk die onder Frans bestuur vielen. Kardinaal de Givry overleed in de bisschoppelijke residentie in Vic-sur-Seille in 1612. Hij werd begraven in de kathedraal van Metz, in een zijkapel genaamd Saint-Maximin.
- Gemeinsame Normdatei: 1023187078
- International Standard Name Identifier: 0000 0003 5875 4676
- Système universitaire de documentation: 12093079X
- Virtual International Authority File: 208278297
- WorldCat: E39PBJtRHPbKf9tR7fjJTT34v3